# Стемпін
Стемпін (пол. Stępin, нім. Stampen) — село в Польщі, у гміні Длуґоленка Вроцлавського повіту Нижньосілезького воєводства.
Населення — 391 особа (2011).
У 1975-1998 роках село належало до Вроцлавського воєводства.

## Демографія
Демографічна структура станом на 31 березня 2011 року:
|          | Загалом | Допрацездатний вік | Працездатний вік | Постпрацездатний вік |
| -------- | ------- | ------------------ | ---------------- | -------------------- |
| Чоловіки | 183     | 39                 | 130              | 14                   |
| Жінки    | 208     | 49                 | 122              | 37                   |
| Разом    | 391     | 88                 | 252              | 51                   |